# Ptychoglossus
Ptychoglossus es un género de lagartos de la familia Gymnophthalmidae. Incluye a quince especies que se distribuyen por la región norte de Sudamérica y el sur de América Central. 

## Especies
Se reconocen a las siguientes especies:
- Ptychoglossus bicolor (Werner, 1916)
- Ptychoglossus bilineatus Boulenger, 1890
- Ptychoglossus brevifrontalis Boulenger, 1912
- Ptychoglossus danieli Harris, 1994
- Ptychoglossus eurylepis Harris & Rueda, 1985
- Ptychoglossus festae (Peracca, 1896)
- Ptychoglossus gorgonae Harris, 1994
- Ptychoglossus grandisquamatus Rueda, 1985
- Ptychoglossus kugleri Roux, 1927
- Ptychoglossus myersi Harris, 1994
- Ptychoglossus nicefori (Loveridge, 1929)
- Ptychoglossus plicatus (Taylor, 1949)
- Ptychoglossus romaleos Harris, 1994
- Ptychoglossus stenolepis (Boulenger, 1908)
- Ptychoglossus vallensis Harris, 1994